# Gemona del Friuli
Gemona del Friuli (friülà Glemone) és un municipi italià, dins de la província d'Udine. L'any 2007 tenia 11.167 habitants. Limita amb els municipis d'Artegna, Bordano, Buja, Lusevera, Montenars, Osoppo, Trasaghis i Venzone. Fou l'epicentre del terratrèmol del Friül de 1976.

## Administració
| Període | Identitat       | Partit        |
| ------- | --------------- | ------------- |
| 2004-   | Gabriele Marini | Llista cívica |

## Personatges il·lustres
- Josef Marchet, escriptor friülà.